# ダイノルフィンB
ダイノルフィンB(Dynorphin B)またはリモルフィン(rimorphin)は、ダイノルフィンの1つであり、ペプチド配列Tyr-Gly-Gly-Phe-Leu-Arg-Arg-Gln-Phe-Lys-Val-Val-Thrのオピオイドペプチドである。それ自体がプロダイノルフィンの分解生成物であるロイモルフィンのタンパク質分解により生成する。